# Albert Heintz
Albert Heintz (* 12. März 1908 in Schiffweiler; † 30. Januar 1981 in Trier) war ein römisch-katholischer Theologe, bischöflicher Geheimsekretär und Domkapitular.

## Leben
Albert Heintz war der Sohn des Schulrats Peter Heintz (1879–1934). Nach dem Abitur am Gymnasium St. Wendel absolvierte er in den Jahren von 1926 bis 1931 ein Studium der Theologie am Priesterseminar Trier. Am 16. Juli 1948 promovierte er in Bonn zum Dr. theol.
Am 26. Juli 1931 erhielt er in Trier die Priesterweihe. Bevor er im April 1926 zum Hilfsgeistlichen in Münstermaifeld ernannt wurde, war er als Kaplan in Sinzig tätig. Im April 1939 wurde er Assistent am Bischöflichen Generalvikariat Trier und Rektor und Religionslehrer an der Ursulinenschule Trier.
Am 1. August 1941 folgte die Ernennung zum Geheimsekretär des Bischofs Franz Rudolf Bornewasser.
Am 30. September 1946 wurde er Vize-Offizial und 1949 Bischöflicher Offizial. Diese Entscheidung wurde im Februar 1952 bestätigt. Die Hauptaufgaben des Offizials und seiner Behörde in der kirchlichen Rechtspflege sind die Erteilung von Dispensen, die Durchführung von kirchlichen Gerichtsverfahren, vor allem Ehenichtigkeitsprozessen, und die Vorbereitung von Selig- und Heiligsprechungsprozessen.
Am 7. November 1956 kam die Ernennung zum Päpstlichen Hausprälat.
Zum Domkapitular in Trier wurde er am 31. Mai 1957 ernannt.
Seine letzte Ruhestätte fand er im Kreuzgang des Trierer Doms.

## Schriften
- Die Anfänge des Landdekanates im Rahmen der kirchlichen Verfassungsgeschichte des Erzbistums Trier, Paulinus Verlag 1951[1]
- Fels im Sturm; Predigten und Hirtenworte des Erzbischofs Bornewasser, Trier 1969[2]
- Stiller Triumph: Der Lebensweg des Gründers der Franziskanerbrüder vom Heiligen Kreuz Bruder Jakobus Wirth, Johannes-Verlag Leutersdorf 1984, ISBN 978-3-7794-0930-4